# Resolució 2049 del Consell de Seguretat de les Nacions Unides
La Resolució 2049 del Consell de Seguretat de les Nacions Unides fou adoptada per unanimitat el 7 de juny de 2012. El Consell va aprovar ampliar el panell d'experts que formaven part del Comitè 1737 i que supervisava les sancions contra l'Iran durant un any fins al 9 de juliol de 2013. Es va demanar al panell que informés abans de novembre de 2012 i que presentés les seves conclusions i recomanacions cap al final d'aquest mandat. Finalment, es va demanar al panell que lliurés un programa de treball al comitè en un termini de 30 dies.